# 散兵坑

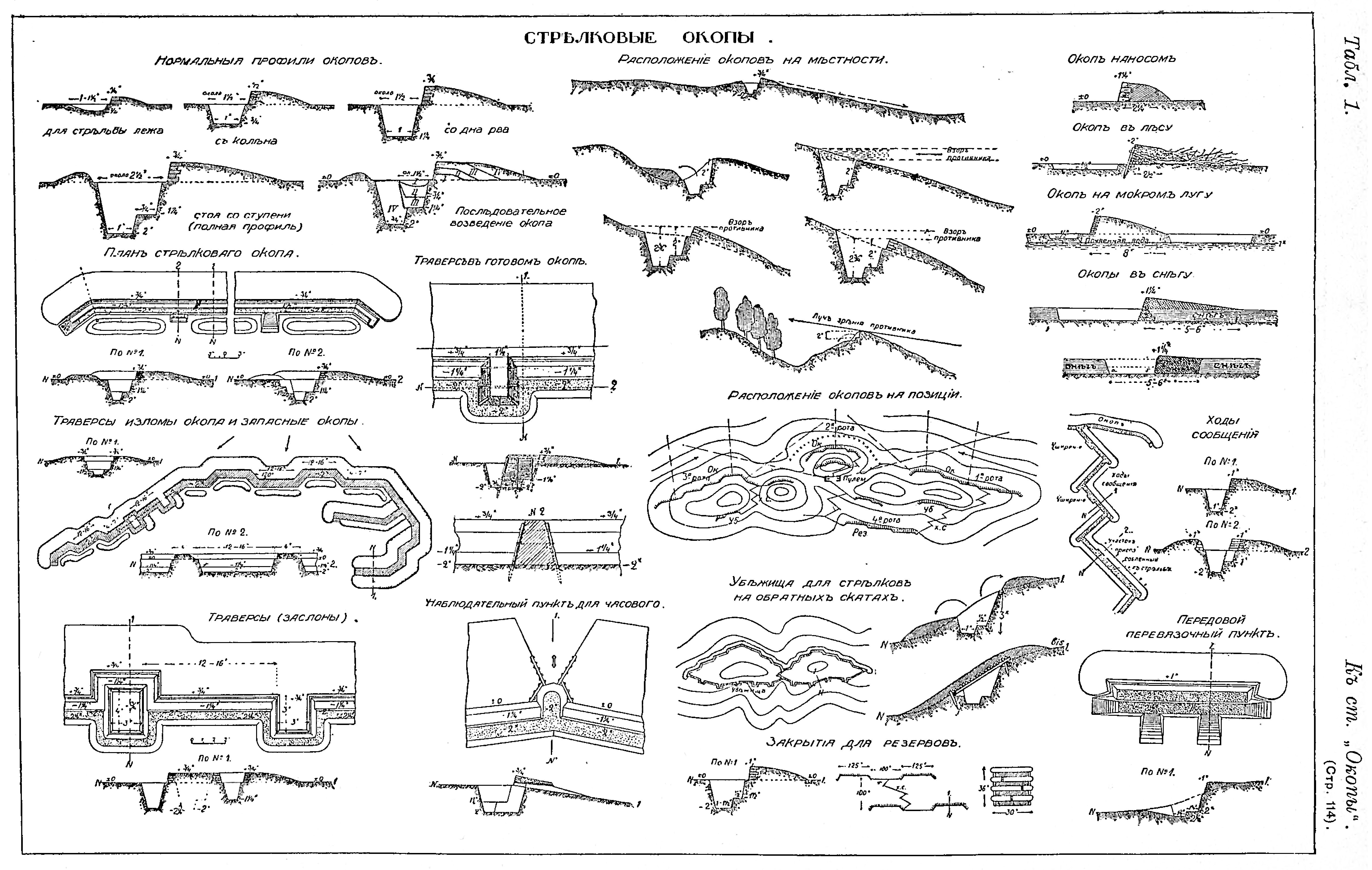
散兵坑

散兵坑是依照軍事需求在特定地點以人工的方式所建築的工事。它亦可以是敵我雙方炮擊或空襲形成的彈坑，也可以為人工挖掘，通常較少天然的散兵坑。

## 用途
散兵坑有點類似單人戰壕，其用途也與壕溝相去不遠。第二次世界大戰中，美軍及德軍雙方都挖掘了大量的散兵坑，這些散兵坑對於單兵來讲往往具有防彈的功能。

## 武力
通常一個散兵坑中會有一名以上持有步槍的步兵，在防線上某些特定地點的散兵坑會置機槍或迫擊炮（小口徑）、反器材步槍、無後座力砲、火箭筒等武器。散兵坑防線前方通常佈有地雷，用以增加敵軍攻擊的困難度。有時還會為了作戰需要在防線上佈置軍用拒馬或鐵絲網，這些對敵人來說都是非常頭痛的。

## 外部連結
- U.S. WWII Newsmap, "Foxholes are Life Savers" （页面存档备份，存于）, hosted by the UNT Libraries Digital Collections （页面存档备份，存于）

template:Fortifications